# Le Sequestre
Le Sequestre är en kommun i departementet Tarn i regionen Occitanien i södra Frankrike. Kommunen ligger i kantonen Albi-Sud som tillhör arrondissementet Albi. År 2022 hade Le Sequestre 2 025 invånare.

## Befolkningsutveckling
Antalet invånare i kommunen Le Sequestre
| Referens: INSEE |